# Just Pals
Just Pals é um filme de faroeste norte-americano de 1920 dirigido por John Ford e foi o primeiro filme de Ford para a Fox Film Corporation.

## Elenco
- Buck Jones como Bim
- Helen Ferguson como Mary Bruce
- George Stone como Bill
- Duke R. Lee como xerife
- William Buckley como Harvey Cahill
- Eunice Murdock Moore como sr. Stone
- Bert Appling
- Edwin B. Tilton como Dr. Stone
- Slim Padgett como fora da lei
- John B. Cooke como comissário
- Ida Tenbrook